# Иван Михайлов (сдружение)
Културният център „Иван Михайлов“ (на македонска литературна норма: Културен центар „Иван Михајлов“) в Битоля е просветна организация на българи от Северна Македония. Дружеството е създадено през 2020 година и отваря тържествено свой клуб в града през април 2022 година в присъствието на вицепрезидента на Република България Илияна Йотова, тогавашния премиер Кирил Петков и министри. Председател на дружеството е Любчо Георгиевски. Срещу културния център е подадена жалба от страна на партията „Левица“ за разпространение на расистки и ксенофобски материали. Прокуратурата в Северна Македония започва проверка срещу дружеството скоро след това по съмнение, че документите за регистрацията му не са изрядни.
На 4 юни 2022 година сградата на клуба е нападната от известния певец Ламбе Алабаковски, който подпалва фасадата ѝ с коктейл „Молотов“. В резултат на нападението редица български институции излизат със становище, че това е поредната антибългарска провокация в Северна Македония. Властите в Северна Македония също осъждат нападението в Битоля, но извършителят Алабаковски получава само условна присъда.
След създаването на българските клубове „Иван Михайлов“ в Битоля и Сдружение „Цар Борис III“ в Охрид правителството на Северна Македония учредява специален консултативен орган, който да се произнася за имената на сдруженията в страната. Поради това регистрацията на Сдружение „Цар Фердинанд“ в Богданци се отлага.
През март 2023 година сдружението е заличено от централния регистър в Република Северна Македония.